# Room Under the Stairs
Room Under the Stairs è il quarto album in studio del cantautore inglese Zayn, pubblicato il 17 maggio 2024 attraverso Mercury e Republic Records. La produzione è stata gestita dallo stesso Zayn e Dave Cobb. L'album è stato preceduto dai singoli: What I Am, Alienated e Stardust.

## Concezione e influenza
In un'intervista con Rolling Stone, Zayn ha dichiarato che l'ascolto di Chris Stapleton e Willie Nelson ha ispirato la scrittura delle canzoni per questo album. Mettendo da parte il patinato R&B delle sue prime uscite in favore di un suono più rustico e pieno di sentimento ispirato da artisti del calibro di Stapleton e Nelson.
Secondo Clash, Room Under the Stairs è una "vera storia di formazione, radicata in un ambiente organico e vivo in cui attinge a generi come soul, country e pop, e la sua sincerità lirica e la rinnovata libertà creativa hanno preso piede nella sua musica in una direzione emozionante e interessante che nessuno si aspettava."

## Tracce
1. Dreamin – 3:32
2. What I Am – 3:31
3. Grateful – 3:22
4. Alienated – 4:07
5. My Woman – 3:42
6. How It Feels – 2:59
7. Stardust – 3:52 (Malik, Cobb, Gian Stone, James Ghaleb, Sean Douglas, Casey Smith; producers: Cobb, Stone, Ghaleb)
8. Gates of Hell – 2:39
9. Birds on a Cloud – 3:12
10. Concrete Kisses – 3:45
11. False Starts – 3:28 (Carter Lang, Rodaidh McDonald, Daniel Wilson; producers: Lang, McDonald)
12. "The Time" – 3:13
13. Something in the Water – 2:31 (Zayn, Kareen Loomax, Francisca Hall, Conor Blake, Oliver Peterhof; producers: Cobb, German, Looma)
14. Shoot at Will – 2:37
15. Fuchsia Sea – 2:28